# پرتوسنج طیفی تصویربرداری چندزاویه‌ای

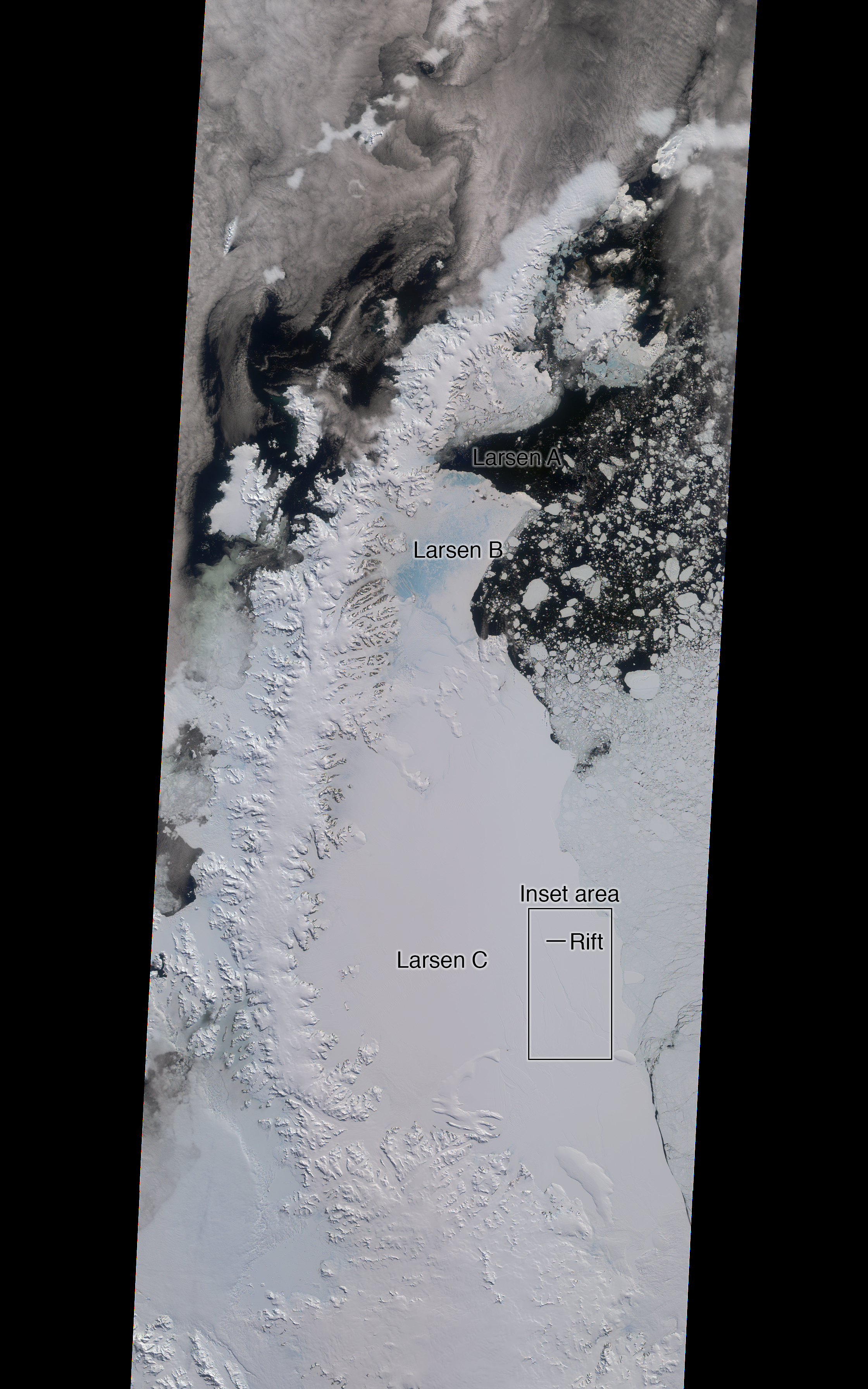
نمایی از شکاف در یخ‌تاق لارسن، رصدشده از دید دوربین عمودی MISR

پرتوسنج طیفی تصویربرداری چندزاویه‌ای (انگلیسی: Multi-angle Imaging SpectroRadiometer) که به اختصار MISR نامیده می‌شود، ابزاری علمی است که بر روی ماهواره ترا نصب شده و در ۱۸ دسامبر ۱۹۹۹ توسط ناسا به فضا پرتاب شد. این ابزار به منظور اندازه‌گیری شدت تابش خورشیدی باتاب‌شده توسط سطح و جو زمین در جهت‌ها و باندهای طیفی مختلف طراحی شده و کار خود را از فوریه ۲۰۰۰ آغاز کرده‌است. داده‌های به‌دست آمده از این سنجنده در علوم جوی، اقلیم‌شناسی و پایش فرایندهای زمینی کاربردهای گسترده‌ای دارد.